# Chaplin danser Tango
Chaplin danser Tango er en amerikansk stumfilm fra 1914 af Mack Sennett.

## Medvirkende
- Charles Chaplin
- Roscoe Arbuckle
- Ford Sterling
- Chester Conklin
- Minta Durfee